# Pristimantis bromeliaceus
Espèce
Synonymes
- Eleutherodactylus bromeliaceus Lynch, 1979

Statut de conservation UICN

 LC  : Préoccupation mineure
Pristimantis bromeliaceus est une espèce d'amphibiens de la famille des Craugastoridae.

## Répartition
Cette espèce se rencontre :
- en Équateur dans les provinces de Zamora-Chinchipe, de Loja et de Morona-Santiago entre 1 500 et 2 622 m d'altitude sur le versant Est de la cordillère Orientale, dans la cordillère du Condor et dans la cordillère  de Cutucù ;
- au Pérou dans la région de San Martín à 2 180 m d'altitude dans la cordillère Centrale.

## Description
Les mâles mesurent de 16,7 à 23,2 mm et les femelles de 22,9 à 28,1 mm.

## Publication originale
- Lynch, 1979 : Leptodactylid frogs of the genus Eleutherodactylus from the Andes of southern Ecuador. Miscellaneous Publication, Museum of Natural History, University of Kansas, vol. 66, p. 1-62 (texte intégral).